# Per Gàmbia la nostra Pàtria
Per Gàmbia la nostra pàtria és el títol de l'himne nacional de Gàmbia adoptat a l'esdevenir el país independent el 1965.

## Història
En el període previ a la independència de Gàmbia del Regne Unit el 18 de febrer de 1965, es va crear un Comitè de Selecció de l'Himne Nacional per acceptar les presentacions per a un himne nacional per al país. Finalment, el Comitè rebria tres al·legacions. Una presentació, del reverend John Colley Faye, encara que es va reconèixer com a “excel·lent” pel seu contingut, va ser rebutjada per ser massa llarga, i el Comitè va preferir alguna cosa més concreta i fàcil de memoritzar.

## El text
El seu text diu:
| \| Lletra en català \| Lletra en Wòlof[1] \| \| ---------------------------------------------------------------------------------------------------------------------------------------------------------------------------------------------------------------------------------------------------------------------------------------------------------------------------------------------------------------------------------------- \| --------------------------------------------------------------------------------------------------------------------------------------------------------------------------------------------------------------------------------------------------------------------------------------------------------------------------------------------------------------------------------------------- \| \| Per Gàmbia la nostra pàtria ens esforcem, treballem i preguem, perquè tots podem viure units, en llibertat i pau cada dia. Que la justícia guií les nostres accions cap al benestar comú i ajunti els nostres pobles diversos[a] per demostrar la fraternitat humana. Prometem lleialtat ferma i renovarem aquesta nostra promesa el gran Déu de les nacions guardi a Gàmbia, de veritat \| Gambia mede sunyu rewe. Nyu nge jaim di liggaye de nyan Ndakh nyun nyep nyu bolloh nek a bena Am sunyu affier ak jama base bu neka. Na degga sama sunyu jefye Nyeal jef yu bakh ye ngu digalleh Tay bolleh sunyu girr ye Ndakh wonneh ni dom adama wara nekeh bena. Nyunge tailleh Sunyu degga deggi nangu Tei essal sunyu diggeh Yalla mu maggame omba askanwe Sahal nyu chi Gambia beh fau. \| | |
| Lletra en català | Lletra en Wòlof |
| Per Gàmbia la nostra pàtria ens esforcem, treballem i preguem, perquè tots podem viure units, en llibertat i pau cada dia. Que la justícia guií les nostres accions cap al benestar comú i ajunti els nostres pobles diversos per demostrar la fraternitat humana. Prometem lleialtat ferma i renovarem aquesta nostra promesa el gran Déu de les nacions guardi a Gàmbia, de veritat | Gambia mede sunyu rewe. Nyu nge jaim di liggaye de nyan Ndakh nyun nyep nyu bolloh nek a bena Am sunyu affier ak jama base bu neka. Na degga sama sunyu jefye Nyeal jef yu bakh ye ngu digalleh Tay bolleh sunyu girr ye Ndakh wonneh ni dom adama wara nekeh bena. Nyunge tailleh Sunyu degga deggi nangu Tei essal sunyu diggeh Yalla mu maggame omba askanwe Sahal nyu chi Gambia beh fau. |